# Meus Prêmios Nick 2008
El  Meus Premios Nick 2008 fue la novena edición de los premios. El evento fue presentado por el grupo NX Zero.

## Presentador
1. Claudia Leite
2. Samuel Rosa
3. Capital Inicial
4. Wanessa Camargo

## Ganadores

### Desenho Animado Favorito
- Bob Esponja

### Videogame Favorito
- Winning Eleven: Pro Evolution Soccer

### Videoclip Favorito
- When I'm Gone - Simple Plan

### Atleta Favorito
- Jade Barbosa

### Filme do ano
- Tá Dando Onda

### Programa de TV favorito
- Malhação

### Gata do Ano
- Juliana Knust

### Gato do Ano
- Rafinha - BBB8

### Atriz Favorita
- Ísis Valverde

### Ator Favorito
- Wagner Moura

### Banda Favorita
- Tihuana

### Cantor do Ano
- Samuel Rosa

### Cantora do Ano
- Ivete Sangalo

### Música do Ano
- Good Lock - Vanessa da Mata

### Arista Internacional Favorito
- Zac Efron

### Revelação do Ano
- O pianista, Vitor Araujo

### Banho de Slime do ano
- NX Zero

### Trajetória
- Gustavo Kuerten

### Mundo Web
- Orkut

### Prêmio Especial: Pró Social
- Gabriel, o Pensador, com o Projeto Pensando Junto

## Premio especial: Pro Social
- Gabriel, o Pensador, com o Projeto Pensando Junto